# Franska Övre Volta
Franska Övre Volta var en fransk koloni och en del av Franska Västafrika.
Kolonin var belägen mellan Franska Niger å ena sidan och Franska Elfenbens- och brittiska Guldkusten å den andra, kring övre loppet av floderna Vita, Röda och Svarta Volta. 1951 hade kolonin 3 217 000 invånare, varav 2 200 européer. Huvudstad: Ouagadougou, 28 000 invånare. Största stad är Bobo-Dioulasso (52 000 invånare). Övre Volta har över 8,000 km goda vägar.
Kolonien bildades 1919 av södra delen av kolonien övre Sénégal och Niger. 1926 överfördes en mindre del av dess område till Nigerkolonien. 1933—47 var kolonien upplöst och fördelad på kolonierna Franska Sudan, Elfenbenskusten och Nigerkolonien. 

## Källa
- Haute Volta i Nordisk familjebok (fjärde upplagan, 1951)